# 禾秆蹄盖蕨
禾秆蹄盖蕨（学名：Athyrium yokoscense）为蹄盖蕨科蹄盖蕨属下的一个种。

## 扩展阅读
- 維基物種上的相關：禾秆蹄盖蕨